# Canton de Perpignan-4
Le canton de Perpignan-4 est une circonscription électorale française située dans le département des Pyrénées-Orientales et la région Occitanie.

## Histoire
Le canton de Perpignan-IV a été créé lors du démembrement des cantons de Perpignan-Ouest et Perpignan-Est en 1973.
Il est divisé par le décret no 82-84 du 25 janvier 1982, créant le canton d'Elne.
Par décret du 26 février 2014, le nombre de cantons du département est divisé par deux, avec mise en application aux élections départementales de mars 2015. Le Canton de Perpignan-4 est conservé et voit ses limites territoriales remaniées.

## Représentation

### Conseillers généraux de 1973 à 2015
| Période                                  | Période          | Identité                    | Étiquette    | Qualité |
| ---------------------------------------- | ---------------- | --------------------------- | ------------ | --- |
| 1973                                     | 1976             | André Roquère (1921-1995)   | PS           | Médecin de l’Éducation nationale Conseiller municipal puis adjoint au maire de Perpignan |
| 1976                                     | 1982             | Narcisse Planas (1923-2007) | PCF          | Artisan serrurier, maire d'Elne Elu en 1982 dans le Canton d'Elne |
| 1982                                     | 1989 (démission) | Paul Alduy                  | UDF-PSD      | Ancien conseiller d'ambassade - Préfet honoraire sénateur (1983-1992) ancien député (1956-1981) maire de Perpignan (1959-1993) Ancien conseiller général du Canton de Prats-de-Mollo-la-Preste (1955-1959) Ancien conseiller général du Canton de Perpignan-Est (1959-1973) Ancien conseiller général du Canton de Perpignan-3 (1973-1976) |
| 1989                                     | 1993             | Jacqueline Amiel-Donat      | DVG          | Enseignante, conseillère municipale de Perpignan |
| 1993                                     | 2015             | Jean Rigual                 | RPR puis UMP | Chef d'entreprise Adjoint au maire de Perpignan, conseiller régional de 2002 à 2004 |
| Les données manquantes sont à compléter. |                  |                             |              | |

#### Élection de 2008
Les élections cantonales de 2008 ont eu lieu les dimanches 9 et 16 mars 2008.
Abstention : 46,31 % au premier tour, 39,71 % au second tour.
| Candidat        | Parti | %       | Voix |
| --------------- | ----- | ------- | ---- |
| Jean Rigual     | UMP   | 54,72 % | 3608 |
| Marc Jésus-Prêt | PS    | 45,28 % | 2985 |

### Conseillers départementaux depuis 2015
| Période élective | Période élective | Mandat | Mandat   | Identité                    | Nuance | Nuance | Qualité                                                                                          |
| ---------------- | ---------------- | ------ | -------- | --------------------------- | ------ | ------ | ------------------------------------------------------------------------------------------------ |
| 2015             | 2021             | 2015   | 2021     | Isabelle de Noëll-Marchesan |        | DVC    | Chef d'entreprise Adjointe au maire de Perpignan                                                 |
| 2015             | 2021             | 2015   | 2021     | Romain Grau                 |        | LREM   | Avocat Ancien premier adjoint au maire de Perpignan Député des Pyrénées-Orientales (depuis 2017) |
| 2021             | 2028             | 2021   | en cours | Isabelle de Noëll-Marchesan |        | DVC    | Chef d'entreprise, conseillère sortante                                                          |
| 2021             | 2028             | 2021   | en cours | Romain Grau                 |        | LREM   | Avocat Député des Pyrénées-Orientales (2017-2022), conseiller sortant                            |

### Résultats détaillés

#### Élections de mars 2015
Romain Grau a quitté l'UDI et a adhéré à LREM, en concomitance avec son micro-parti "Alliance centriste" (AC) proche de l'UDI.
Isabelle de Noell-Marchesan a également quitté le groupe de l'opposition LR-DVD; elle est désormais sous l'étiquette Divers centre.
À l'issue du 1er tour des élections départementales de 2015, deux binômes sont en ballottage : Clotilde Font et Jean-Yves Gatault (FN, 38,09 %) et Isabelle de Noell-Marchesan et Romain Grau (UMP, 29,22 %). Le taux de participation est de 49,27 % (6 588 votants sur 13 372 inscrits) contre 55,72 % au niveau départemental et 50,17 % au niveau national.
Au second tour, Isabelle de Noell-Marchesan et Romain Grau (UMP) sont élus avec 56,08 % des suffrages exprimés et un taux de participation de 50,88 % (3 393 voix pour 6 804 votants et 13 372 inscrits).

#### Élections de juin 2021
Le premier tour des élections départementales de 2021 est marqué par un très faible taux de participation (33,26 % au niveau national). Dans le canton de Perpignan-4, ce taux de participation est de 29,45 % (3 779 votants sur 12 830 inscrits) contre 35,53 % au niveau départemental. À l'issue de ce premier tour, deux binômes sont en ballottage : Jacques Bartoli et Huguette Dies (RN, 40,36 %) et Isabelle de Noell Marchesan et Romain Grau (Union au centre et à droite, 28,34 %).
Le second tour des élections est marqué une nouvelle fois par une abstention massive équivalente au premier tour. Les taux de participation sont de 34,36 % au niveau national, 38,03 % dans le département et 32,99 % dans le canton de Perpignan-4. Isabelle de Noell Marchesan et Romain Grau (Union au centre et à droite) sont élus avec 52,96 % des suffrages exprimés (2 047 voix pour 4 232 votants et 12 830 inscrits),,.

## Composition

### Composition de 1973 à 1982
Le canton de Perpignan-IV comprenait :
- les communes de Corneilla-del-Vercol, Elne, Montescot, Théza et Villeneuve-de-la-Raho,
- la portion du territoire de la ville de Perpignan déterminée par l'axe des voies ci-après, d'Est en Ouest : route nationale n° 114, avenue Guynemer, rue Waldeck-Rousseau, rue Lavoisier, rue Jean-Rière, rue Marie-Parazols, rue Miquel-Mulcio, avenue des Baléares (extrémité), avenue du Général-Guillaut et route nationale n° 9.

### Composition de 1982 à 2015
Le canton de Perpignan-4 était composé de la portion de territoire de la ville de Perpignan déterminée, au Sud, par la limite avec la commune d'Elne ; à l'Est, par l'axe des voies suivantes : route nationale 114, avenue d'Argelès-sur-Mer, avenue Guynemer, rue-Waldeck-Rousseau ; au Nord, rue Lavoisier, rue Joseph-Pal, rue Jean-Rivière, rue Marcel-Parazols, rue Miguel-Mucio ; à l'Est, avenue des Baléares, avenue du Général-Guillaut, avenue d'Espagne, nouvelle route d'Espagne, route nationale 9.
Quartiers de Perpignan inclus dans le canton :
- La Lunette
- Moulin à Vent
- Université
- Porte d'Espagne
- Mas Palégry

### Composition depuis 2015
| Nom                               | Code Insee | Intercommunalité                    | Superficie (km2) | Population (dernière pop. légale)                 | Densité (hab./km2) | Modifier                                    |
| --------------------------------- | ---------- | ----------------------------------- | ---------------- | ------------------------------------------------- | ------------------ | ------------------------------------------- |
| Perpignan (bureau centralisateur) | 66136      | CU Perpignan Méditerranée Métropole | 68,07            | Fraction : 24 493 (2022) Commune : 120 996 (2022) | 1 778              | modifier les données · modifier les données |
| Canton de Perpignan-4             | 6609       |                                     |                  | 24 493 (2022)                                     |                    | modifier les données                        |

Le canton est désormais composé de la partie de la commune de Perpignan située au sud de l'axe des voies suivantes : depuis la limite territoriale de la commune de Saleilles, route d'Elne, rond-point du Moulin-à-Vent, avenue d'Argelès-sur-Mer, rond-point du Pou-de-Les-Coulabres, avenue Georges-Guynemer, boulevard Aristide-Briand, rue Jean-Vielledent, place Jean-Moulin, rue de la Côte-des-Carmes, rue de la Fontaine-Neuve, rue Emile-Zola, place Hyacinthe-Rigaud, rue de la Fusterie, place des Poilus, rue des Augustins, place du Pont-d'en-Vestit, rue Grande-la-Monnaie, rue des Sureaux, rue Jean-de-Gazanyola, rue des Archers, rue des-Rois-de-Majorque, rue des Lices, rue du Lieutenant-Pruneta, avenue Gilbert-Brutus, boulevard Félix-Mercader, avenue du Général-Guillaut, rond-point des Baléares, avenue d'Espagne, route du Perthus, jusqu'à la limite territoriale de la commune de Pollestres.

## Démographie

### Démographie avant 2015
| 1975 | 1982 | 1990   | 1999   | 2006   | 2011   | 2012   |
| ---- | ---- | ------ | ------ | ------ | ------ | ------ |
| -    | -    | 17 988 | 18 062 | 19 491 | 20 193 | 19 999 |

### Démographie depuis 2015
En 2022, le canton comptait 24 493 habitants, en évolution de +1,81 % par rapport à 2016 (Pyrénées-Orientales : +3,92 %, France hors Mayotte : +2,11 %).
| 2013   | 2018   | 2022   |
| ------ | ------ | ------ |
| 24 203 | 23 808 | 24 493 |